# Biathlon ai XXIII Giochi olimpici invernali - Qualificazioni
Un totale di 230 atleti, 155 uomini e 155 donne, si qualificheranno ai Giochi olimpici. Il ranking per nazioni della Coppa del Mondo di biathlon 2017 assegnerà 218 quote di partecipazione mentre i restanti dodici posti, sei per ogni sesso, verranno assegnati in seguito alla Coppa del Mondo di biathlon 2018.
Le nazioni che termineranno nelle prime posizioni durante la Coppa del Mondo di biathlon 2017 nella classifica per nazioni per ogni sesso, qualificheranno 6 atleti, le nazioni che termineranno invece tra la 6 alla 20 posizione in coppa del mondo qualificheranno 5 atleti mentre le nazioni che termineranno tra la 21 alla 22 posizione qualicheranno 2 atleti.
Ogni nazione può qualificare al massimo 12 atleti, 6 atleti per genere, ma potrà schierare al massimo quattro atleti per evento..

## Classifica per nazioni durante la Coppa del Mondo di Biathlon 2017
|  | Qualificazione di 6 atleti |
|  | Qualificazione di 5 atleti |
|  | Qualificazione di 2 atleti |

| Posizione | Nazione       | Punti |
| --------- | ------------- | ----- |
| 1         | Germania      | 7448  |
| 2         | Francia       | 7416  |
| 3         | Russia        | 7192  |
| 4         | Norvegia      | 7181  |
| 5         | Austria       | 6926  |
| 6         | Ucraina       | 6270  |
| 7         | Rep. Ceca     | 5556  |
| 8         | Italia        | 5556  |
| 9         | Svizzera      | 5395  |
| 10        | Stati Uniti   | 5290  |
| 11        | Bulgaria      | 5098  |
| 12        | Svezia        | 4885  |
| 13        | Canada        | 4625  |
| 14        | Bielorussia   | 4483  |
| 15        | Kazakistan    | 4322  |
| 16        | Slovacchia    | 4203  |
| 17        | Slovenia      | 4069  |
| 18        | Romania       | 3408  |
| 19        | Estonia       | 3393  |
| 20        | Finlandia     | 3202  |
| 21        | Lettonia      | 3152  |
| 22        | Lituania      | 2988  |
| 23        | Polonia       | 2739  |
| 24        | Giappone      | 2586  |
| 25        | Corea del Sud | 1715  |
| 26        | Belgio        | 1242  |
| 27        | Regno Unito   | 492   |
| 28        | Croazia       | 467   |
| 29        | Serbia        | 162   |
| 30        | Grecia        | 161   |
| 31        | Ungheria      | 70    |
| 32        | Australia     | 47    |

| Posizione | Nazione              | Punti |
| --------- | -------------------- | ----- |
| 1         | Germania             | 7951  |
| 2         | Francia              | 7646  |
| 3         | Ucraina              | 6605  |
| 4         | Rep. Ceca            | 6547  |
| 5         | Italia               | 6481  |
| 6         | Norvegia             | 6265  |
| 7         | Russia               | 6139  |
| 8         | Svezia               | 6034  |
| 9         | Bielorussia          | 5683  |
| 10        | Kazakistan           | 5193  |
| 11        | Svizzera             | 5101  |
| 12        | Polonia              | 5035  |
| 13        | Austria              | 4954  |
| 14        | Stati Uniti          | 4743  |
| 15        | Finlandia            | 4619  |
| 16        | Canada               | 4619  |
| 17        | Slovacchia           | 4498  |
| 18        | Giappone             | 3608  |
| 19        | Bulgaria             | 3142  |
| 20        | Corea del Sud        | 3051  |
| 21        | Slovenia             | 2969  |
| 22        | Lituania             | 2737  |
| 23        | Estonia              | 2692  |
| 24        | Romania              | 2086  |
| 25        | Cina                 | 1584  |
| 26        | Lettonia             | 1228  |
| 27        | Regno Unito          | 642   |
| 28        | Spagna               | 459   |
| 29        | Ungheria             | 339   |
| 30        | Bosnia ed Erzegovina | 144   |
| 31        | Moldavia             | 104   |
| 32        | Grecia               | 64    |